# Люди в солдатських шинелях
«Люди в солдатських шинелях» (ест. «Inimesed sõdurisinelis») — естонський радянський художній фільм 1968 року, за мотивами роману «Два „я“ Енна Кальма» Пауля Куусберга.

## Сюжет
У фільмі розповідається про бойовий шлях бійців 3-го відділення 1-го взводу 7-ї роти 8-го Естонського стрілецького корпусу під час Другої світової війни. Дія фільму відбувається в період від Великолуцької операції листопада 1942 — січня 1943 років до Бою біля Техумарді 8 жовтня 1944 року, яким завершився перший етап Моонзундської десантної операції.

## У ролях
- Рудольф Аллаберт — Кальм
- Хейно Раудсік — Тяегер
- Леонхард Мерзін — Мянд
- Арві Халлік — Вескі
- Кенно Оя — П'ятий
- Ханс Калдоя — Рауднаск
- Калью Коміссаров — Лоог (озвучив Владислав Баландін)
- Тину Міківер — Агур
- Рейн Юурік — Тіслер
- Андрес Сінілілль — 1-й брат-близнюк Лійгер
- Пеетер Сінілілль — 2-й брат-близнюк Лійгер
- Пеетер Кард — епізод
- Івало Рандалу  — Отто Рунк
- Ельза Ратассепп — епізод

## Знімальна група
- Режисер — Юрі Мюйр
- Сценаристи — Пауль Куусберг, Юрі Мюйр, Лембіт Реммельгас
- Оператор — Михайло Дороватовський
- Композитор — Ейно Тамберг
- Художник — Халья Клаар